# Obděnice
Obděnice est un hameau, partie de la commune de Petrovice, dans le district de Příbram, en République tchèque. Sa population s'élevait à 81 habitants en 2011.

## Géographie
Situé à environ 3 km à l'est de Petrovice, il est traversé par le ru Porešínský potok, et compte 53 adresses.
Obděnice est aussi le nom d'une section cadastrale de 672 ha. Dans ce territoire se trouvent Ohrada, Brod et Radešice.

## Histoire
La première mention écrite du village date de 1219. Dans les environs de Petrovice vivaient le châtelain Petr et son frère Obiden. Ces deux prénoms seraient à l'origine de Petrovice et d'Obidenice.

## Patrimoine
- Visible de loin, l'église romane de l'Assomption de la Vierge Marie, fresques de Jakub Krčín.
- Dans le mur du cimetière pierre tombale romane, la plus ancienne dans le district.
- Près de l'auberge, croix en pierre portant la date de 1892.
- De l'autre côté de la place, également près de l'auberge, petite croix sur un socle de pierre.
- Dans le mur d'enceinte du cimetière, croix sur un socle de pierre, avec l'inscription « Louez le Seigneur Jésus-Christ ».
- Devant l'entrée de l'église, croix en bois avec l'inscription "MISSION 2004".
- Devant l'entrée de l'église et du cimetière, monument aux morts de la Première Guerre mondiale, ainsi qu'une plaque à la mémoire des victimes du communisme. Bas-relief représentant le combat de saint Georges avec le dragon. De part et d'autre du monument, noms des victimes (y compris des villages voisins) tombées lors de la Seconde Guerre mondiale.
- Sur la route de Porešín, chapelle de forme carrée « Šimákova » datant de 1874.
- Hors du village sur la route de Porešína, à gauche, croix sur un socle de pierre, avec l'inscription « Gloire au Christ ».
- Non loin sur la même route, à droite, autre petite croix, également sur un socle de pierre, avec la même inscription.
- Plus loin, également sur le côté droit, derrière la chapelle, autre croix avec l'inscription  « Louange éternelle au Christ ».
- À environ un kilomètre au nord-ouest du village, site naturel de l'étang Horní a Dolní obděnický rybník.

## Galerie

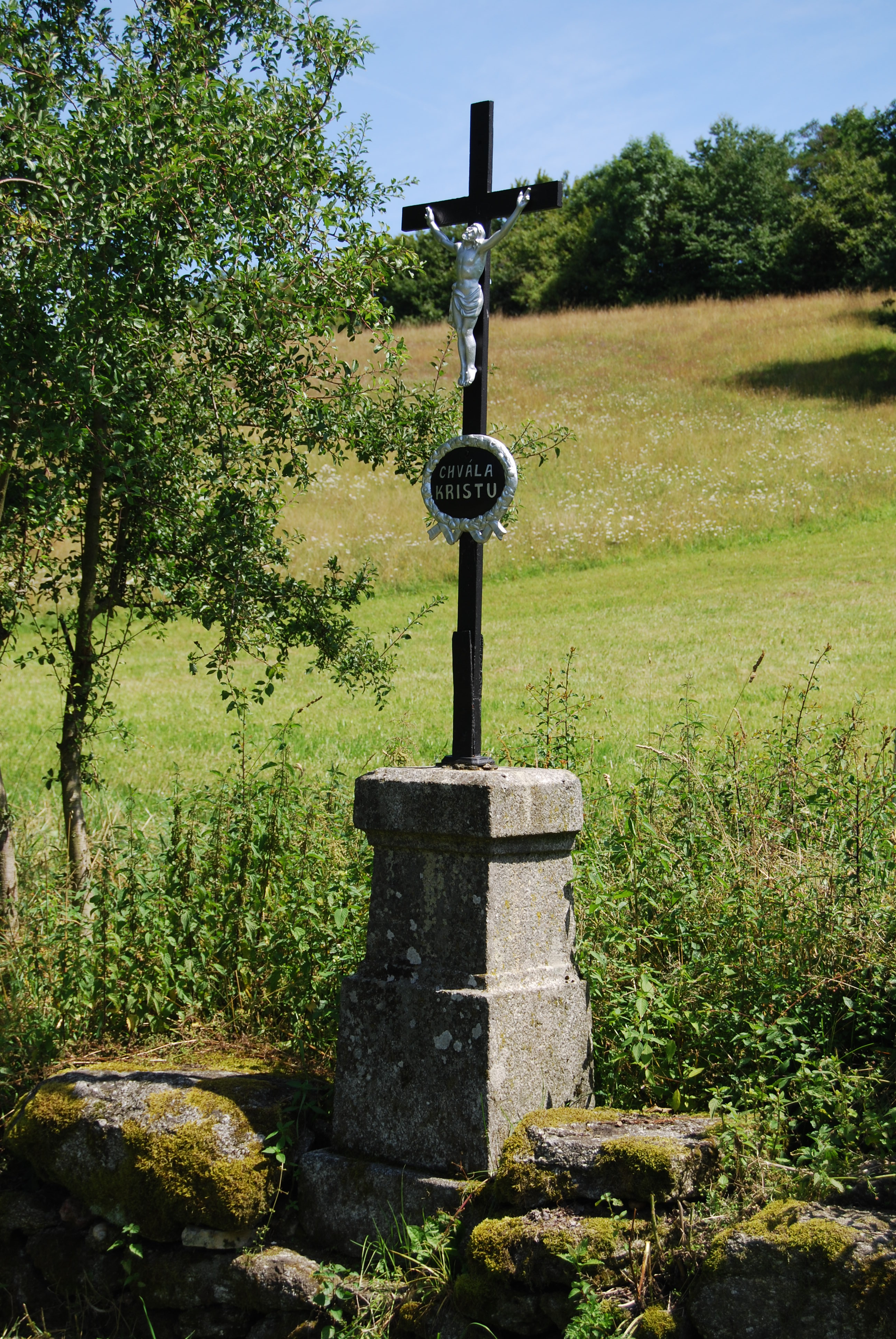
Croix sur la route de Pořešína.
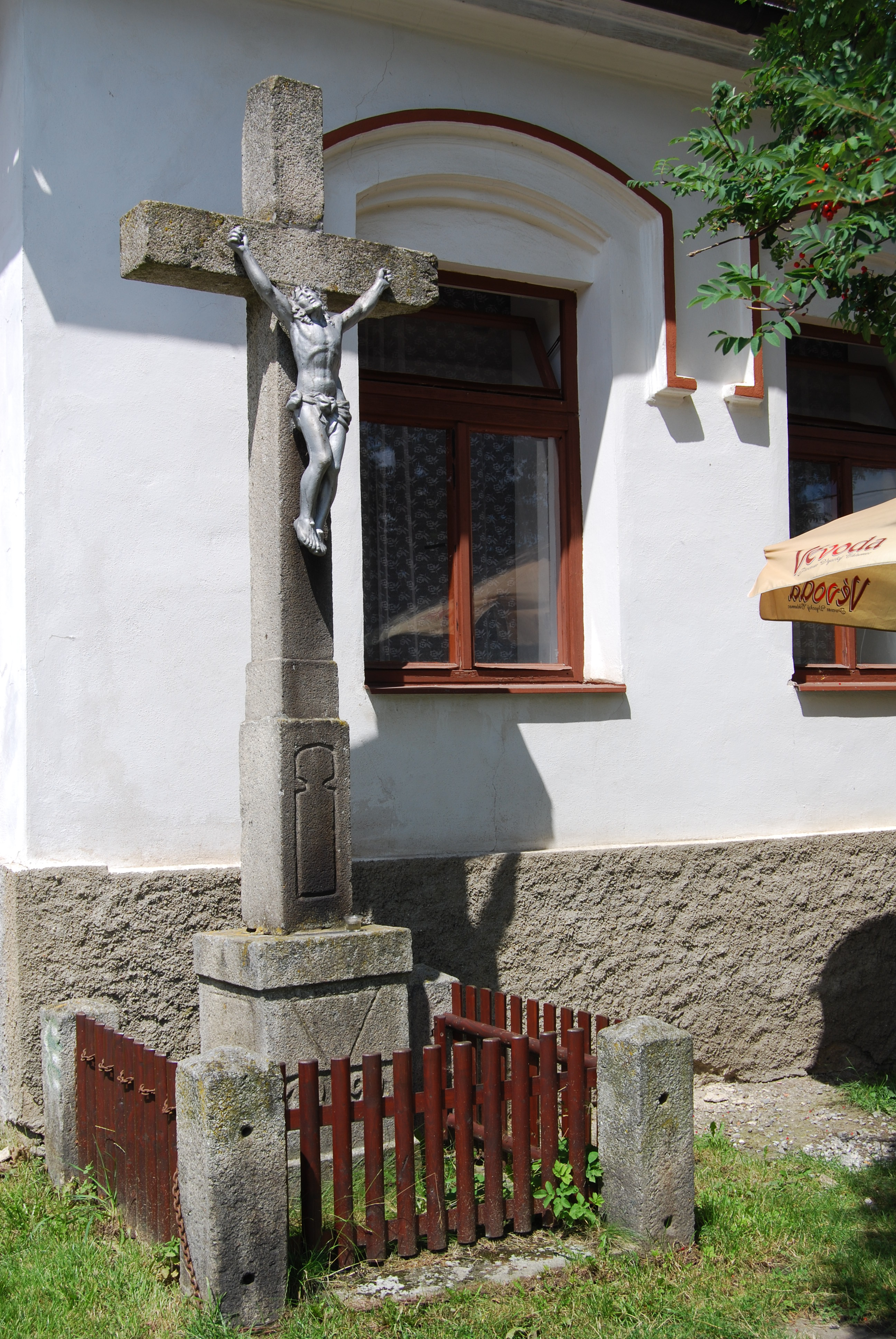
Croix en face de l'auberge.
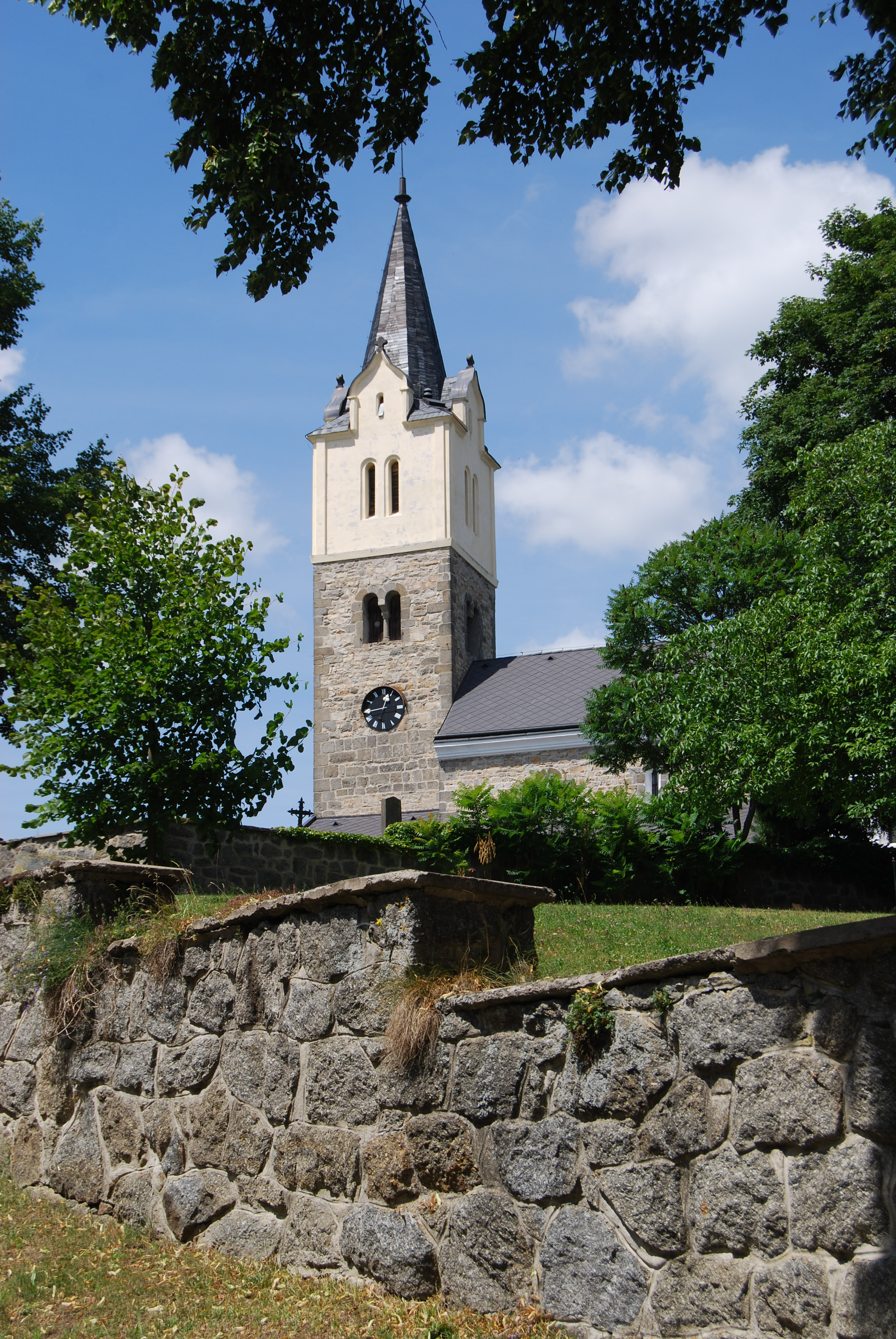
Église de l'Assomption de la Bienheureuse Vierge Marie.
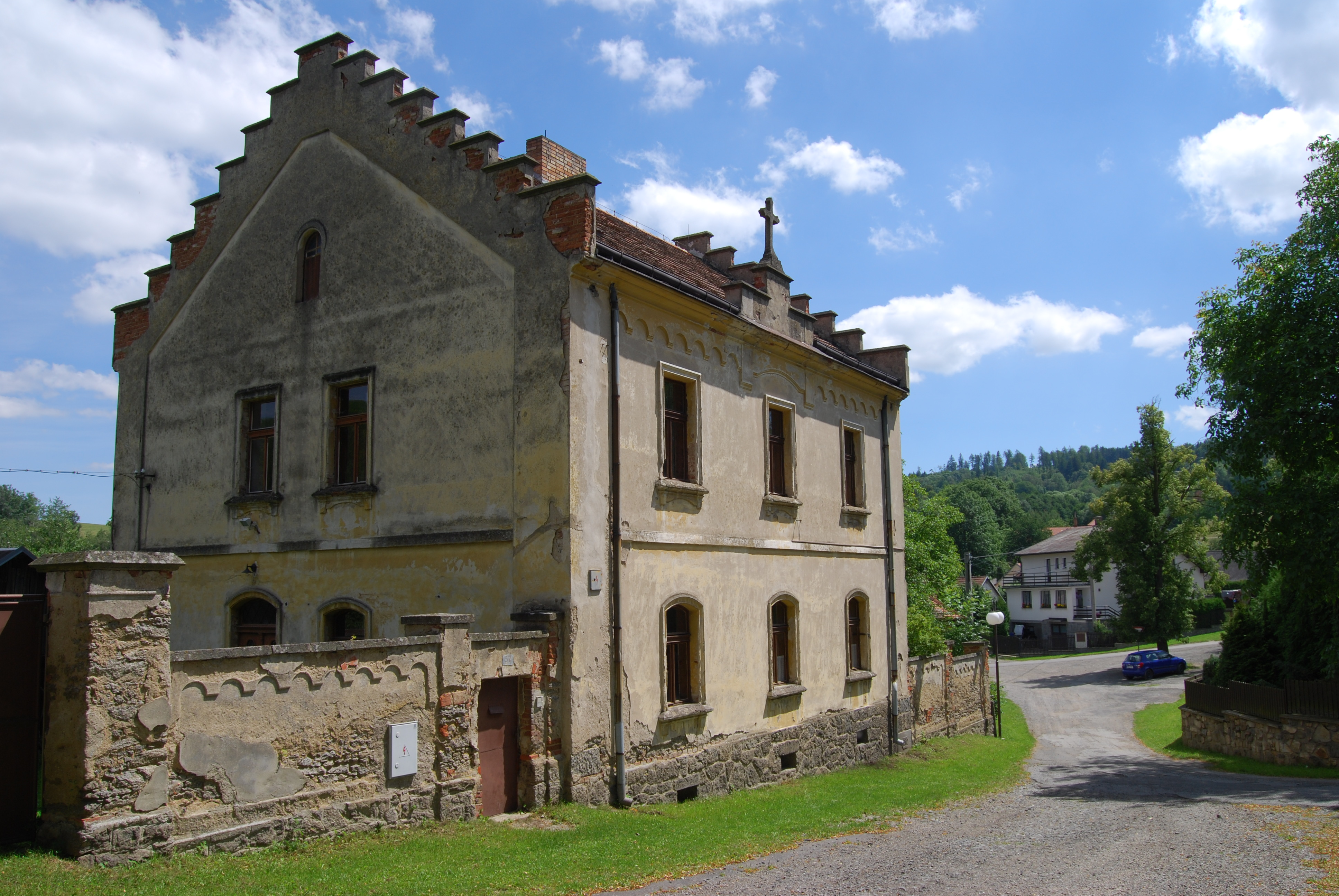
Maison dans le village.
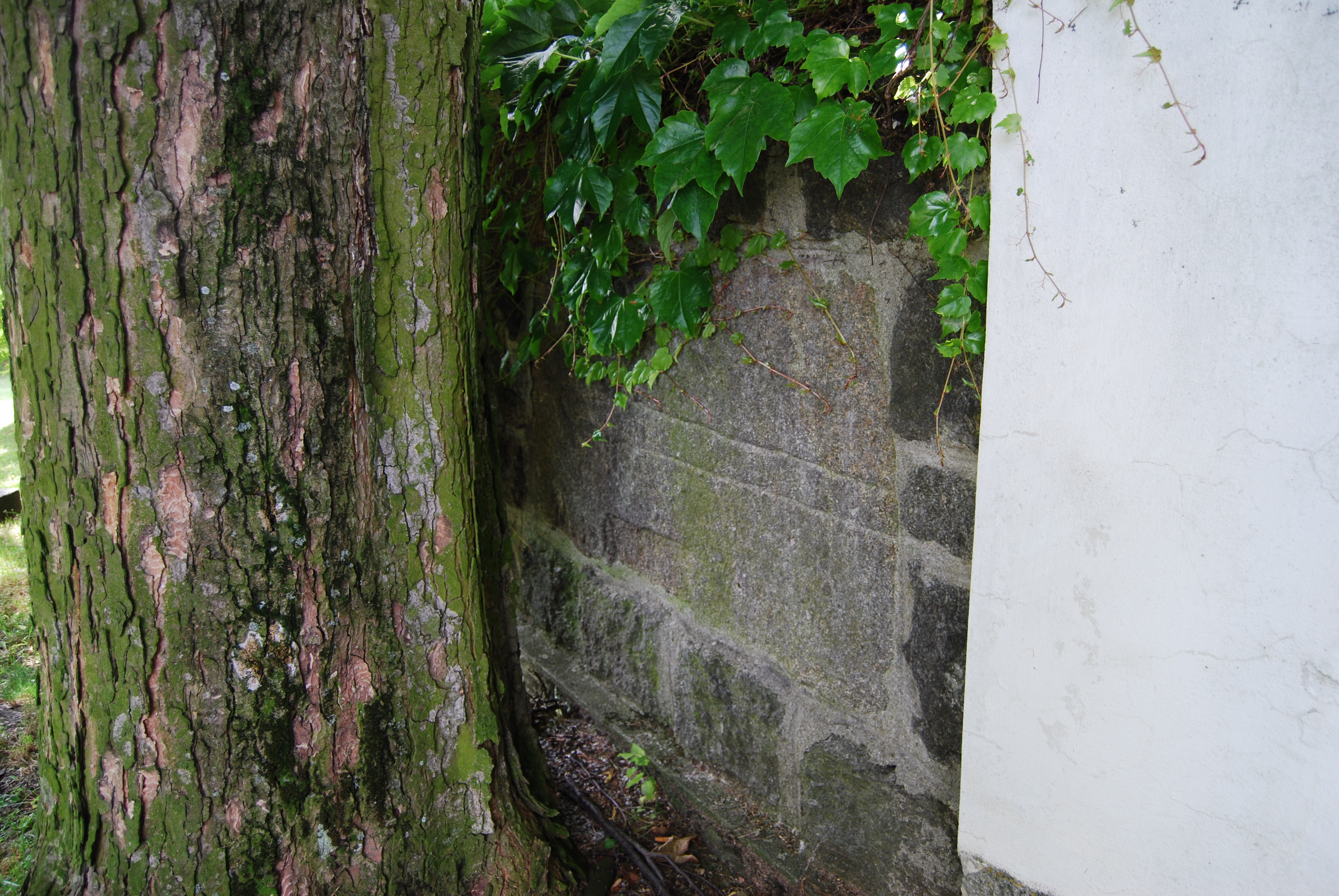
La pierre tombale romane.